# Дети полуночи
«Дети полуночи» (англ. Midnight's Children) — второй роман британского писателя индийского происхождения Салмана Рушди, изданный в 1981 году. В книге историко-бытовое исследование Индии и Пакистана в XX веке переплетено с мистикой и волшебством. Повествование ведётся от лица протагониста, Салема Синая, и затрагивает жизнь его семьи с 1915 по 1978 год. Этот роман — классический пример постколониальной литературы и жанра магического реализма. На русский язык роман переведён А. Миролюбовой в 2001 году.

## Содержание
«Дети полуночи» — история магически одарённого Салема Синая, рождённого 15 августа 1947 года, в День независимости Индии. История его жизни и его семьи до, и, главное, после объявления независимости Индии — аллегория истории самой страны. Роман разделён на три книги.
Книга начинается с истории семьи Синай до рождения главного героя, и здесь отражены события, предваряющие объявление независимости Индии. Салем, рождённый в полночь 15 августа 1947 года, становится «сверстником» независимой страны. Позже он узнаёт, что все дети, рождённые в Индии с полуночи до часу ночи, получили магические способности. «На самом деле по всей новой Индии ‹…› родились дети, бывшие лишь частично отпрысками своих родителей — дети полуночи были детьми времени, рождёнными ‹…› самой историей». Выступая в качестве связующего звена между разбросанными по всей территории страны, главный герой пытается понять предназначение детей полуночи. Особую роль в истории предстоит сыграть Парвати-колдунье и Шиве-воину, заклятому врагу Салема.

Сам Салем попадает во все крупные конфликты, переезжает вместе со своей семьёй из Индии в Пакистан и обратно, получает травму в ходе войны между Индией и Пакистаном и особенно страдает из-за режима Индиры Ганди. Его история заканчивается в настоящее по отношению к году выхода книги время (около 1980). 
«Действительность не всегда совпадает с истиной». В дни раннего детства истиной для меня была некая скрытая подоплека историй, которые рассказывала мне Мари Перейра — Мари, моя нянька, которая значила для меня гораздо больше и гораздо меньше, чем мать; Мари, знавшая о нас все. Истина скрывалась за горизонтом, куда был обращен указующий перст рыбака, изображенного на картине, что висела у меня на стене; юный Рэли слушал его рассказы. И теперь, когда я пишу в свете яркой угловой лампы, я соизмеряю истину с этими ранними впечатлениями: а как бы Мари рассказала об этом? Что поведал бы тот рыбак?..
Дети полуночи — феномен на стыке реальности и магии. Но, как выясняется в ходе развития сюжета, даже эти особенные существа не способны победить старые предрассудки и распри, например, между индуистами и мусульманами.

## Проблематика романа

### Связь семьи и истории
Истории героев этого романа нельзя воспринимать вне связи с историческими событиями. С окончанием Первой мировой войны умирают прадед и прабабка главного героя, а его дед, наоборот, видит лицо своей возлюбленной в первый раз именно в 1918. Мать Салема заявляет о беременности, чтобы спасти индуиста. А ожидание рождения — обратный отсчёт до создания нового государства. В романе также можно найти параллели созданию Пакистана, а также британской политике в отношении бывшей колонии.

### Культурная и историческая идентичность Индии
Стараясь разрешить проблемы постколониализма, создания и определения национальной идентичности, истории нового государства и сохранения исторических корней, Рушди опирается на магический реализм и изрядное чувство иронии. И хоть сочетание реализма с почти что мифологией тоже является гибридом противоположностей, именно в таком формате удаётся наиболее подробно рассмотреть проблемы независимой Индии, которая всё же остаётся под влиянием Великобритании. Без сочетания исторических фактов с невероятными происшествиями едва бы удалось найти сочетание для чуть ли не противоположных, но уже устоявшихся взглядов разных жителей Индии на их историю и возможные пути развития страны.
Сам главный герой, Салем, как автор, писатель и создатель собственной семейной истории (которую он пишет для своего сына) — символ того, что любую историю можно приукрасить и преувеличить.

### Судьба или случай
Жизнь героев романа полна абсурдных совпадений. Но при этом судьба главного героя будто бы заранее предопределена — он связан с судьбой своего государства. Все попытки героев сознательно изменить судьбу дают побочные эффекты или остаются бесполезными. При этом попытки проанализировать случайности как в личной жизни, так и в жизни страны как целенаправленные действия не вызывают ничего, кроме иронии.

## Стиль романа
Изобретательное использование магического реализма позволило Рушди очень наглядно показать аллегорию «нация-как-семья» и сочетать множество техник и культурных параллелей в поистине постмодернистском произведении. В этом романе нет доминирующей концепции, здесь сочетается комичное и трагичное, личное и публичное, реальное и невероятное.
С одной стороны, исследователи находят в романе параллели с индийской культурой по методу повествования. Эта история, рассказанная Салемом Синаем его будущей жене Падме, напоминает схожим образом устно рассказанную «Книгу тысячи и одной ночи». Также можно отметить, что повествование включает и даже описывает культуру Индии. «Жили-были когда-то Радха и Кришна, Рама и Сита, Лейла и Меджнун; а также (поскольку и Запад нам не чужд) Ромео и Джульетта, Спенсер Трейси и Кэтрин Хепберн». Так рассуждает Салем. С другой стороны, композиция романа из трёх книг напоминает классический трёхчастный роман викторианской эпохи.

## Восприятие романа

### Критики о романе
В основном роман собрал восторженные отзывы критиков. Сам Салман Рушди особенно отметил восторженные рецензии в The New Yorker, The New York Review of Books и The Washington Post Book World.
Но были и негативные отзывы. Некоторые литературоведы сочли язык романа слишком сложным для восприятия. Британский критик Д.Дж. Тейлор также осудил влияние романа на развитие литературы, назвав его «злокачественным». А критик из Индии Амит Чодхуру утверждает, что в романе отражены «все неважные мелочи в Индии — шум, нехватка, на первый взгляд, интроспекции и иронии, и своеобразное обращение с английской грамматикой».
Российские критики также благосклонно отнеслись к роману. Однако то, что роман вышел на русском языке лишь через двадцать лет после его написания, привело к тому, что он оказался не столь актуальным для русского читателя.
В 1984 году премьер-министр Индира Ганди подала в британские суды заявление о том, что её оскорбило предложение в 28-й главе романа. Судебное дело было приостановлено, когда Рушди согласился убрать из последующих изданий оскорбляющее её предложение.

### Награды
В 1981 роман получил Букеровскую премию, премию Джеймса Тейта Блэка и литературную премию Ассоциации преподавателей английского языка. Он также дважды принёс Салману Рушди Букер Букеров (к 25-й и 40-й годовщине премии). Эта книга также включена в список 100 лучших книг BBC Culture, составленный 82 критиками авторитетных изданий.

## Влияние на культуру
Исследователи английской литературы отмечают, что этот роман стал новым дыханием, новым направлением развития литературного процесса. Его публикация в 1981 году стала поворотным моментом в формировании постколониального англо-индийского романа, причём в столь значительной степени, что британские литературоведы стали использовать термин «post-Rushdie» (после Рушди) для обозначения потока рассказов и романов, которые появлялись в течение следующего десятилетия. В них прослеживалось очень сильное влияние автора. В первую очередь оно проявилось в языке. Роман «Дети полуночи» вводит в литературную традицию Великобритании и англоязычного мира причудливый, многогранный и своеобразный язык постколониальной Индии.
Современный британский писатель Санджив Сахота признаётся, что первым романом, который он прочитал и который оказал на него наибольшее влияние, были именно «Дети полуночи». Этот роман — любимая книга солиста U2 Боно.
В 2012 году на кинофестивале в Торонто был представлен фильм, снятый по роману режиссёром Дипой Мехта. Над фильмом работал и сам Рушди. Роль Салема Синая исполнил британско-индийский актёр Сатья Бхаба. Фильм не вызвал ни восторга, ни резко негативной оценки критиков. Вопреки опасениям создателей экранизации, фильм не был подвергнут цензуре в Индии несмотря на то, что какое-то время произведение Рушди было под запретом.